# Kotasaurus
Kotasaurus ("ještěr z Koty", podle geologického souvrství Kota v indické Ándhrapradéši, kde byly jeho fosilie objeveny) byl rod poměrně malého a vývojově primitivního sauropodního dinosaura. Formálně byl popsán v roce 1988.

## Popis

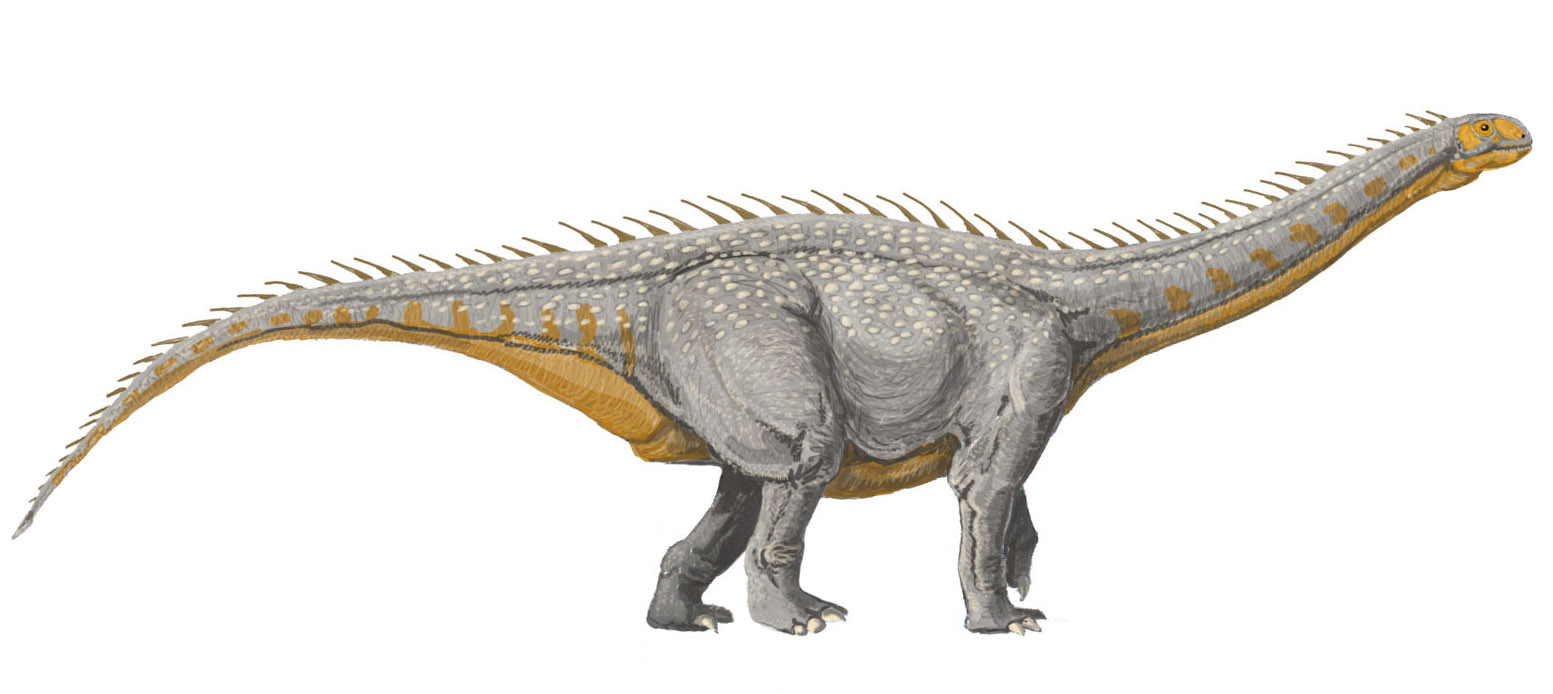
Příbuzný rod Barapasaurus.

Kotasaurus měřil na délku pouze asi 9 metrů a vážil zhruba 2500 kg). Jako všichni sauropodi to byl býložravec a chodil po čtyřech. Byl klasickým zástupcem těchto plazopánvých dinosaurů, měl dlouhý krk, sloupovité nohy, velké tělo i dlouhý ocas. Před objevem isanosaura byl považován za nejstaršího známého sauropoda. Bylo objeveno 12 jedinců v různých fázích růstu, neznáme ale lebku tohoto sauropoda.